# Konečná (osada)
Konečná je horská osada v Zadních horách v Moravskoslezských Beskydech na obou stranách hranice České republiky se Slovenskem. Na moravské straně administrativně spadá pod obec Bílá, na slovenské pod Klokočov. Vystavěna byla na hřebeni Konečné (865 m n. m.). K některým slovenským domům se lze dostat pouze tak, že se překročí státní hranice, která prochází mezi jejich zahrádkou a moravskou částí zdejší silnice.
V zimním období bývají v okolí upravovány běžecké trasy, v jižní a severní části osady byly vybudovány sjezdovky.
V těsné blízkosti Konečné se na moravské straně nachází další dvě osady – Gigula a Gratčanka.

## Dostupnost
Osada leží na přímo na silnici II/484 od osady Černá, na slovenské straně pokračující směrem na Kornicu. Nachází se zde již nefunkční hraniční přechod Bílá-Klokočov. Kromě toho sem vede řada turistických cest. Z osady Bílý Kříž přichází červená turistická značka, pokračující směrem k osadě Bumbálka, a z osady Gruň (resp. její části Švarná Hanka) modře značená turistická stezka. Ze Slovenska přichází zelená turistická značka od obce Predmier. Moravskou část výše zmíněné silnice kopíruje cyklotrasa 461.

## Základní sídelní jednotka
Konečná je také jedna ze čtyř základních sídelních jednotek obce Bílá. Tato základní sídelní jednotka zahrnuje následující sídelní lokality:
- Beskyd
- Borsučí
- Doroťanka
- Gigula
- Gratčanka
- U Smažáků
- Konečná